# Punto Fijo

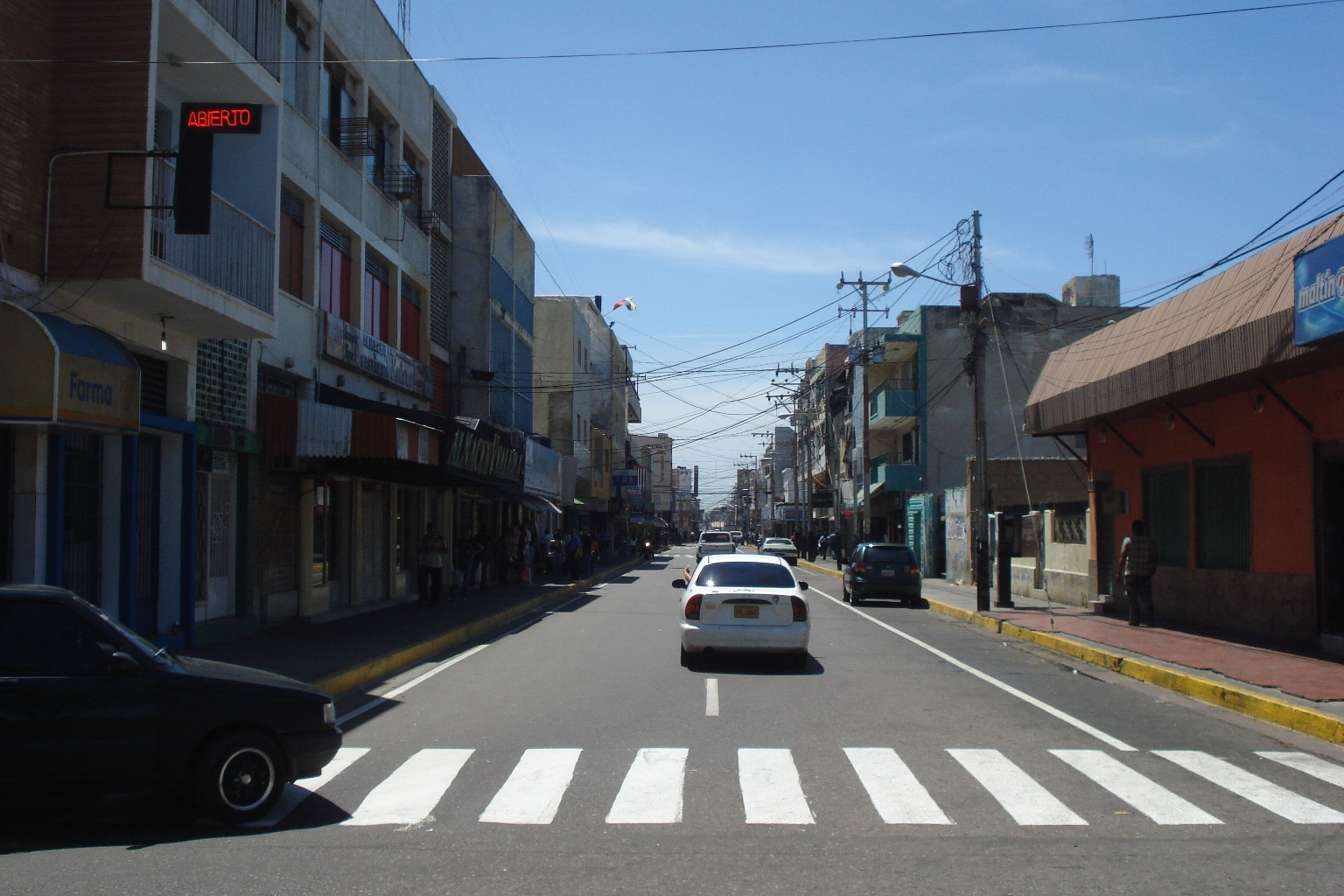
Rua Colômbia no centro de Punto Fijo, Venezuela.

Punto Fijo é uma cidade da Venezuela, capital do município de Carirubana, no estado de Falcón. Fica situada na costa sudoeste da Península de [[Paraguaná, a noroeste de Caracas, em uma área pesqueira de camarões. Dispõe de um porto e de refinarias de petróleo. Em 2005 tinha uma população estimada de 131 797 habitantes . 

## História
Punto Fijo surgiu no começo dos anos 40 do século XX, perto das refinarias pertencentes a companhia petroleira dos norte-americanos Standard Oil e a companhia britânica e neerlandesa Royal Dutch Shell. Por tanto é uma das cidades mais novas da Venezuela.

## Economia
Punto Fijo é a sede do maior complexo de refino de petróleo do mundo, o Centro de Refinación de Paraguaná (CRP), que é composto pela Refinería de Amuay e a Refinería Cardón (além destas também está a Refinadora de Asfalto, "Bajo Grande"), com uma produção de quase 1 milhão de barris diários; estas empresas são o principal motor da economia local e estatal. Também a cidade alberga a segunda frota pesqueira do país, e conta com uma zona franca industrial, comercial e de serviços (ZONFICA), onde encontram-se empresas livianas e eletrônicas.  
Atualmente, Punto Fijo apresenta um crescimento na atividade comercial pela implementação da zona livre de investimento turístico, que permite adquirir mercadorias (eletrodomésticos, bebidas alcoólicas, lençaria, entre outros) sem impostos de nacionalização. Isto tem atraído importantes grupos investidores para a região. Porém se tem feito necessária a melhora da infraestrutura vital, hoteleira, de energia elétrica e serviços em geral. 
O desenvolvimento progressivo que atualmente experimenta Punto Fijo, tem incentivado às autoridades municipais e nacionais, a executar obras que desde há muito tempo se espera nesta localidade como o terminal de passageiros e a construção da central termoelétrica "Josefa Camejo"; além disso, a empresa privada construiu duas importantes obras de alta envergadura, como o Shoping Mall Sambil Paraguaná e a Ciudad Comercial Paraguaná Mall, que agora vão acompanhar o atualmente maior Shopping da cidade: Centro Comercial y Recreacional (C.C.R.) Las Virtudes.

## Clima
Punto Fijo fica numa das zonas mais secas do país. Tem uma média bioclimática árida e semiárida, apresenta uma precipitação anual de 340,20 mm. Na região há uma força de ventos muito grande, de maneira constante, com uma velocidade maior aos 12 metros por segundo (43,2 km/h). As precipitações apresentam-se ao final do ano, e o mês com mais chuvas é novembro, com pluviosidade média de 83,50 mm. A temperatura média é entre 27°C e 28°C.

## Educação
As instituições universitárias mais importantes da cidade são:
- Universidad Nacional Experimental Francisco de Miranda
- Universidad del Zulia - Núcleo Punto Fijo
- Universidad Nacional Experimental Politécnica de la Fuerza Armada Bolivariana
- Universidad de Falcón
- Universidad Bolivariana de Venezuela
- Universidad Nacional Abierta
- Instituto Universitario de Tecnologia "Antonio José de Sucre"
- Instituto Universitario de Tecnologia " Rodolfo Loero Arismendi”
- Instituto Universitario de Tecnologia " José Leonardo Chirinos”

## Meios de comunicação

### Impressos
- Diario La Mañana (A manhã)
- Diario Nuevo Día (Novo dia)
- Diarió El Falconiano (O Falconiano)
- Diario La Prensa (A Prensa)

### Audiovisuais
- Televisora Falcón-TVF (privado)
- Visión Península (privado)
- Falconía (privado)

## Porto
O porto internacional de Guaranao (Norte: 1291000 m. –Este: 368000 m.) *Oeste:  Limita com o Mar Caribe e com o Golfo da Venezuela, diariamente desembarcam mercadorias para a zona franca de Paraguaia assim como eletrodomésticos e bebidas alcoólicas.

## Aeroporto
O Aeropuerto Internacional Josefa Camejo encontra-se na via Los Taques, no norte da cidade de Punto Fijo. 